# Сарепта Сидонская
Сарепта (ивр. צָרְפַת‎ — Царефат, араб. الصرفند‎ — Церпата) — город на побережье Средиземного моря, на юге Ливана.
Во времена Ветхого Завета малое поселение Сарепта, располагавшееся почти на середине пути между городами Сидоном и Тиром, принадлежало сначала первому, а потом второму. В IX веке до н. э., во времена пророка Илии, Сарепта была под властью финикийского (хананейского) Сидона, где поклонялись богам Ваалу и Астарте.
Сегодня на месте бывшего селения Сарепта сохранились лишь остатки древних построек и надгробных памятников. Современный город несколько переместился, и называется Сарафанд.